# 546471 Szipal
546471 Szipal este o planetă minoră (asteroid) din centura de asteroizi. A fost descoperită pe 1 noiembrie 2010 la Piszkéstetői Obszervatórium⁠(d) de  și a fost numită după Márton Szipál⁠(d). 
Obiectul prezintă o orbită caracterizată de o semiaxă mare de 3,0251505782519 UAi, o excentricitate de 0,40239228997476, o înclinație de 10,793116402367 ° în raport cu ecliptica.